# کلباد پسر ویسه
کلباد پسر ویسه یکی از پهلوانان توران در شاهنامه است. او در جنگ دوازده رخ به دست فریبرز کشته شد. کلباد از جمله کسانی بود که در بازی چوگان سیاوش شرکت داشت او در زمین افراسیاب بود. 
| سپهبد گزین کرد کلباد را |  | چو گرسیوز و جهن و پولاد را |

## کلباد در شاهنامه
در جنگ دوازده‌رخ چون پیکار به مبارزهٔ تن به تن رسید، یازده نفر از سپاه ایران و یازده نفر از سپاه توران قرار شد با یکدیگر نبرد کنند، نخستین افراد از طرفین، فریبرز از لشکر گودرز و کلباد از لشکر پیران آماده پیکار گشتند. زمین پستی برای نبرد انتخاب شد که تپه‌ای مشرف بر آن بود تا هر کدام از جنگاوران بر حریف غلبه یافته او را کشتند بالای تپه آیند تا سپاهیان دو طرف نتیجه را مشاهد نمایند. این تپه را تپه‌ٔنشان نامیدند.
فریبرز چون شیر از لشکر بیرون شد کمان را بزه کرد اما تیر همراه نداشت ناچار دست به شمشیر برد. مبارزه چندان ادامه نیافت کلباد با ضربه‌ای به دو نیم گشت و از اسب  فرو افتاد. فریبرز نیز پیاده شد با کمند او را محکم بست به بالای تپه آمد فریاد پیروز باد شاه پیروزگر (کیخسرو) سر داد:
| نخستین فریبرز نیو دلیر        |  | ز لشکر برون تاخت بر سان شیر |
| به نزدیک کلباد ویسه دمان      |  | بیامد بزه بر نهاده کمان     |
| همی گشت و تیرش نیامد چو خواست |  | کشید آن پرند‌آور از دست راست |
| بر آورد و زد تیغ بر گردنش     |  | به دو نیم شد تا کمرگه تنش   |